# Đội tuyển bóng đá quốc gia Jordan
Đội tuyển bóng đá quốc gia Jordan (tiếng Ả Rập: المنتخب الأردني لكرة القدم) là đội tuyển bóng đá nam đại diện cho Jordan tại các giải đấu quốc tế. Đội được Hiệp hội bóng đá Jordan quản lý.
Trận thi đấu quốc tế đầu tiên của đội tuyển Jordan là trận gặp đội tuyển Syria vào năm 1953. Đội đã có 3 lần giành vị trí á quân tại Giải vô địch bóng đá Tây Á vào các năm 2002, 2008 và 2014. Ở cấp độ châu lục, Jordan đã tham dự 5 kỳ Cúp bóng đá châu Á với thành tích tốt nhất là vị trí á quân tại giải đấu năm 2023. Đội đã có lần đầu tiên trong lịch sử vượt qua vòng loại để góp mặt tại vòng chung kết World Cup vào năm 2026.

## Danh hiệu
- Giải vô địch bóng đá Tây Á
  -  Á quân (3): 2002; 2008; 2014
  -  Hạng ba (2): 2004; 2007
- Cúp bóng đá châu Á
  -  Á quân (1): 2023

## Thành tích tại các giải đấu

### Giải vô địch bóng đá thế giới
Jordan có lần đầu tiên trong lịch sử giành quyền dự World Cup vào năm 2026, sau nhiều lần không vượt qua vòng loại.
| Thành tích tại VCK FIFA World Cup | Thành tích tại VCK FIFA World Cup | Thành tích tại VCK FIFA World Cup | Thành tích tại VCK FIFA World Cup | Thành tích tại VCK FIFA World Cup | Thành tích tại VCK FIFA World Cup | Thành tích tại VCK FIFA World Cup | Thành tích tại VCK FIFA World Cup | Thành tích tại VCK FIFA World Cup |                               | Thành tích tại vòng loại      | Thành tích tại vòng loại      | Thành tích tại vòng loại      | Thành tích tại vòng loại      | Thành tích tại vòng loại      | Thành tích tại vòng loại |
| Năm                               | Thành tích                        | Thứ hạng                          | Tr                                | T                                 | H                                 | B                                 | BT                                | BB                                | Tr                            | T                             | H                             | B                             | BT                            | BB                            |                          |
| --------------------------------- | --------------------------------- | --------------------------------- | --------------------------------- | --------------------------------- | --------------------------------- | --------------------------------- | --------------------------------- | --------------------------------- | ----------------------------- | ----------------------------- | ----------------------------- | ----------------------------- | ----------------------------- | ----------------------------- | ------------------------ |
| 1930 đến 1954                     | Không phải là thành viên FIFA     | Không phải là thành viên FIFA     | Không phải là thành viên FIFA     | Không phải là thành viên FIFA     | Không phải là thành viên FIFA     | Không phải là thành viên FIFA     | Không phải là thành viên FIFA     | Không phải là thành viên FIFA     | Không phải là thành viên FIFA | Không phải là thành viên FIFA | Không phải là thành viên FIFA | Không phải là thành viên FIFA | Không phải là thành viên FIFA | Không phải là thành viên FIFA |                          |
| 1958 đến 1982                     | Không tham dự                     | Không tham dự                     | Không tham dự                     | Không tham dự                     | Không tham dự                     | Không tham dự                     | Không tham dự                     | Không tham dự                     | Không tham dự                 | Không tham dự                 | Không tham dự                 | Không tham dự                 | Không tham dự                 | Không tham dự                 |                          |
| 1986                              | Không vượt qua vòng loại          | Không vượt qua vòng loại          | Không vượt qua vòng loại          | Không vượt qua vòng loại          | Không vượt qua vòng loại          | Không vượt qua vòng loại          | Không vượt qua vòng loại          | Không vượt qua vòng loại          | 4                             | 1                             | 0                             | 3                             | 3                             | 7                             |                          |
| 1990                              | Không vượt qua vòng loại          | Không vượt qua vòng loại          | Không vượt qua vòng loại          | Không vượt qua vòng loại          | Không vượt qua vòng loại          | Không vượt qua vòng loại          | Không vượt qua vòng loại          | Không vượt qua vòng loại          | 6                             | 2                             | 1                             | 3                             | 5                             | 7                             |                          |
| 1994                              | Không vượt qua vòng loại          | Không vượt qua vòng loại          | Không vượt qua vòng loại          | Không vượt qua vòng loại          | Không vượt qua vòng loại          | Không vượt qua vòng loại          | Không vượt qua vòng loại          | Không vượt qua vòng loại          | 8                             | 2                             | 3                             | 3                             | 12                            | 15                            |                          |
| 1998                              | Không vượt qua vòng loại          | Không vượt qua vòng loại          | Không vượt qua vòng loại          | Không vượt qua vòng loại          | Không vượt qua vòng loại          | Không vượt qua vòng loại          | Không vượt qua vòng loại          | Không vượt qua vòng loại          | 4                             | 1                             | 1                             | 2                             | 4                             | 4                             |                          |
| 2002                              | Không vượt qua vòng loại          | Không vượt qua vòng loại          | Không vượt qua vòng loại          | Không vượt qua vòng loại          | Không vượt qua vòng loại          | Không vượt qua vòng loại          | Không vượt qua vòng loại          | Không vượt qua vòng loại          | 6                             | 2                             | 2                             | 2                             | 12                            | 7                             |                          |
| 2006                              | Không vượt qua vòng loại          | Không vượt qua vòng loại          | Không vượt qua vòng loại          | Không vượt qua vòng loại          | Không vượt qua vòng loại          | Không vượt qua vòng loại          | Không vượt qua vòng loại          | Không vượt qua vòng loại          | 6                             | 4                             | 0                             | 2                             | 10                            | 6                             |                          |
| 2010                              | Không vượt qua vòng loại          | Không vượt qua vòng loại          | Không vượt qua vòng loại          | Không vượt qua vòng loại          | Không vượt qua vòng loại          | Không vượt qua vòng loại          | Không vượt qua vòng loại          | Không vượt qua vòng loại          | 8                             | 3                             | 1                             | 4                             | 8                             | 8                             |                          |
| 2014                              | Không vượt qua vòng loại          | Không vượt qua vòng loại          | Không vượt qua vòng loại          | Không vượt qua vòng loại          | Không vượt qua vòng loại          | Không vượt qua vòng loại          | Không vượt qua vòng loại          | Không vượt qua vòng loại          | 20                            | 8                             | 5                             | 7                             | 30                            | 31                            |                          |
| 2018                              | Không vượt qua vòng loại          | Không vượt qua vòng loại          | Không vượt qua vòng loại          | Không vượt qua vòng loại          | Không vượt qua vòng loại          | Không vượt qua vòng loại          | Không vượt qua vòng loại          | Không vượt qua vòng loại          | 8                             | 5                             | 1                             | 2                             | 21                            | 7                             |                          |
| 2022                              | Không vượt qua vòng loại          | Không vượt qua vòng loại          | Không vượt qua vòng loại          | Không vượt qua vòng loại          | Không vượt qua vòng loại          | Không vượt qua vòng loại          | Không vượt qua vòng loại          | Không vượt qua vòng loại          | 8                             | 4                             | 2                             | 2                             | 13                            | 3                             |                          |
| 2026                              | Vượt qua vòng loại                | Vượt qua vòng loại                | Vượt qua vòng loại                | Vượt qua vòng loại                | Vượt qua vòng loại                | Vượt qua vòng loại                | Vượt qua vòng loại                | Vượt qua vòng loại                | 14                            | 7                             | 5                             | 2                             | 29                            | 11                            |                          |
| 2030                              | Chưa xác định                     | Chưa xác định                     | Chưa xác định                     | Chưa xác định                     | Chưa xác định                     | Chưa xác định                     | Chưa xác định                     | Chưa xác định                     | Chưa xác định                 | Chưa xác định                 | Chưa xác định                 | Chưa xác định                 | Chưa xác định                 | Chưa xác định                 |                          |
| 2034                              | Chưa xác định                     | Chưa xác định                     | Chưa xác định                     | Chưa xác định                     | Chưa xác định                     | Chưa xác định                     | Chưa xác định                     | Chưa xác định                     | Chưa xác định                 | Chưa xác định                 | Chưa xác định                 | Chưa xác định                 | Chưa xác định                 | Chưa xác định                 |                          |
| Tổng cộng                         | —                                 | 1/17                              | –                                 | –                                 | –                                 | –                                 | –                                 | –                                 | 92                            | 39                            | 21                            | 32                            | 147                           | 106                           |                          |

### Cúp bóng đá châu Á
Jordan có lần đầu tiên trong lịch sử góp mặt ở trận chung kết Asian Cup vào năm 2023, nhưng không thể lên ngôi vô địch khi nhận thất bại 1–3 trước đội chủ nhà Qatar.
| Năm       | Thành tích               | Thứ hạng                 | Pld                      | W                        | D                        | L                        | GF                       | GA                       |                    |
| --------- | ------------------------ | ------------------------ | ------------------------ | ------------------------ | ------------------------ | ------------------------ | ------------------------ | ------------------------ | ------------------ |
| 1956      | Không tham dự            | Không tham dự            | Không tham dự            | Không tham dự            | Không tham dự            | Không tham dự            | Không tham dự            | Không tham dự            |                    |
| 1960      | Không tham dự            | Không tham dự            | Không tham dự            | Không tham dự            | Không tham dự            | Không tham dự            | Không tham dự            | Không tham dự            |                    |
| 1964      | Không tham dự            | Không tham dự            | Không tham dự            | Không tham dự            | Không tham dự            | Không tham dự            | Không tham dự            | Không tham dự            |                    |
| 1968      | Không tham dự            | Không tham dự            | Không tham dự            | Không tham dự            | Không tham dự            | Không tham dự            | Không tham dự            | Không tham dự            |                    |
| 1972      | Không vượt qua vòng loại | Không vượt qua vòng loại | Không vượt qua vòng loại | Không vượt qua vòng loại | Không vượt qua vòng loại | Không vượt qua vòng loại | Không vượt qua vòng loại | Không vượt qua vòng loại |                    |
| 1976      | Không tham dự            | Không tham dự            | Không tham dự            | Không tham dự            | Không tham dự            | Không tham dự            | Không tham dự            | Không tham dự            |                    |
| 1980      | Không tham dự            | Không tham dự            | Không tham dự            | Không tham dự            | Không tham dự            | Không tham dự            | Không tham dự            | Không tham dự            |                    |
| 1984      | Không vượt qua vòng loại | Không vượt qua vòng loại | Không vượt qua vòng loại | Không vượt qua vòng loại | Không vượt qua vòng loại | Không vượt qua vòng loại | Không vượt qua vòng loại | Không vượt qua vòng loại |                    |
| 1988      | Không vượt qua vòng loại | Không vượt qua vòng loại | Không vượt qua vòng loại | Không vượt qua vòng loại | Không vượt qua vòng loại | Không vượt qua vòng loại | Không vượt qua vòng loại | Không vượt qua vòng loại |                    |
| 1992      | Không tham dự            | Không tham dự            | Không tham dự            | Không tham dự            | Không tham dự            | Không tham dự            | Không tham dự            | Không tham dự            |                    |
| 1996      | Không vượt qua vòng loại | Không vượt qua vòng loại | Không vượt qua vòng loại | Không vượt qua vòng loại | Không vượt qua vòng loại | Không vượt qua vòng loại | Không vượt qua vòng loại | Không vượt qua vòng loại |                    |
| 2000      | Không vượt qua vòng loại | Không vượt qua vòng loại | Không vượt qua vòng loại | Không vượt qua vòng loại | Không vượt qua vòng loại | Không vượt qua vòng loại | Không vượt qua vòng loại | Không vượt qua vòng loại |                    |
| 2004      | Tứ kết                   | 7th                      | 4                        | 1                        | 3                        | 0                        | 3                        | 1                        |                    |
| 2007      | Không vượt qua vòng loại | Không vượt qua vòng loại | Không vượt qua vòng loại | Không vượt qua vòng loại | Không vượt qua vòng loại | Không vượt qua vòng loại | Không vượt qua vòng loại | Không vượt qua vòng loại |                    |
| 2011      | Tứ kết                   | 6th                      | 4                        | 2                        | 1                        | 1                        | 5                        | 4                        |                    |
| 2015      | Vòng bảng                | 9th                      | 3                        | 1                        | 0                        | 2                        | 5                        | 4                        |                    |
| 2019      | Vòng 16 đội              | 9th                      | 4                        | 2                        | 2                        | 0                        | 4                        | 1                        |                    |
| 2023      | Á quân                   | 2nd                      | 7                        | 4                        | 1                        | 2                        | 13                       | 8                        |                    |
| 2027      | Vượt qua vòng loại       | Vượt qua vòng loại       | Vượt qua vòng loại       | Vượt qua vòng loại       | Vượt qua vòng loại       | Vượt qua vòng loại       | Vượt qua vòng loại       | Vượt qua vòng loại       | Vượt qua vòng loại |
| Tổng cộng | Á quân                   | 6/19                     | 22                       | 10                       | 7                        | 5                        | 30                       | 18                       |                    |

### Giải vô địch bóng đá Tây Á
| Năm       | Thành tích | Pld | W  | D | L  | GF | GA | GD |
| --------- | ---------- | --- | -- | - | -- | -- | -- | -- |
| 2000      | Hạng tư    | 5   | 1  | 2 | 2  | 3  | 5  | −2 |
| 2002      | Á quân     | 4   | 3  | 0 | 1  | 6  | 4  | 2  |
| 2004      | Hạng ba    | 4   | 2  | 2 | 0  | 7  | 3  | 4  |
| 2007      | Bán kết    | 3   | 1  | 0 | 2  | 3  | 2  | 1  |
| 2008      | Á quân     | 4   | 2  | 1 | 1  | 7  | 3  | 4  |
| 2010      | Vòng bảng  | 2   | 0  | 2 | 0  | 3  | 3  | 0  |
| 2012      | Vòng bảng  | 2   | 0  | 0 | 2  | 1  | 3  | −2 |
| 2014      | Á quân     | 4   | 2  | 1 | 1  | 3  | 3  | 0  |
| 2019      | Vòng bảng  | 3   | 1  | 1 | 1  | 4  | 2  | 2  |
| Tổng cộng | 9/9        | 31  | 12 | 9 | 10 | 37 | 28 | 9  |

### Cúp bóng đá Ả Rập
| Năm       | Thành tích    | Thứ hạng      | W             | D             | L             | GF            | GA            | GD            |
| --------- | ------------- | ------------- | ------------- | ------------- | ------------- | ------------- | ------------- | ------------- |
| 1963      | Vòng bảng     | 5th           | 0             | 0             | 4             | 1             | 14            | −13           |
| 1964      | Vòng bảng     | 5th           | 0             | 1             | 3             | 3             | 10            | −7            |
| 1966      | Vòng bảng     | 6th           | 1             | 1             | 2             | 6             | 7             | −1            |
| 1985      | Vòng bảng     | 6th           | 0             | 0             | 2             | 0             | 6             | −6            |
| 1988      | Hạng tư       | 4th           | 2             | 1             | 3             | 4             | 7             | −3            |
| 1992      | Vòng bảng     | 6th           | 0             | 1             | 1             | 2             | 5             | −1            |
| 1998      | Vòng bảng     | 6th           | 1             | 0             | 1             | 2             | 3             | −1            |
| 2002      | Bán kết       | 3rd           | 2             | 2             | 1             | 7             | 6             | 1             |
| 2012      | Không tham dự | Không tham dự | Không tham dự | Không tham dự | Không tham dự | Không tham dự | Không tham dự | Không tham dự |
| 2021      | Tứ kết        | 6th           | 4             | 2             | 0             | 2             | 7             | 8             |
| Tổng cộng | 1 lần bán kết | 9/10          | 11            | 7             | 20            | 40            | 75            | −35           |

## Đội hình
- Đội hình được triệu tập cho vòng loại World Cup 2026 / Asian Cup 2023.
- Ngày thi đấu: 6 tháng 6 và 11 tháng 6 năm 2024
- Gặp:  Tajikistan và  Ả Rập Xê Út

| Số | VT | Cầu thủ              | Ngày sinh (tuổi)  | Trận | Bàn | Câu lạc bộ      |
| -- | -- | -------------------- | ----------------- | ---- | --- | --------------- |
| 1  | TM | Yazeed Abulaila      | 8 tháng 1, 1993   | 45   | 0   | Al-Jabalain     |
| 12 | TM | Abdullah Al-Zubi     | 8 tháng 10, 1989  | 6    | 0   | Al-Hussein      |
| 22 | TM | Ahmad Al-Juaidi      | 9 tháng 4, 2001   | 0    | 0   | Shabab Al-Ordon |
|    | TM | Nour Bani Attiah     | 25 tháng 1, 1993  | 0    | 0   | Al-Faisaly      |
|    |    |                      |                   |      |     |                 |
| 2  | HV | Mohammad Abu Hashish | 9 tháng 5, 1995   | 33   | 0   | Al-Ahed         |
| 3  | HV | Abdallah Nasib       | 25 tháng 2, 1994  | 36   | 2   | Al-Hussein      |
| 4  | HV | Bara' Marei          | 15 tháng 4, 1994  | 16   | 0   | Al-Faisaly      |
| 5  | HV | Yazan Al-Arab        | 31 tháng 1, 1996  | 59   | 2   | Muaither        |
| 16 | HV | Feras Shelbaieh      | 27 tháng 11, 1993 | 35   | 2   | Al-Wehdat       |
| 17 | HV | Salem Al-Ajalin      | 18 tháng 2, 1988  | 37   | 2   | Al-Faisaly      |
| 19 | HV | Saed Al-Rosan        | 1 tháng 2, 1997   | 6    | 1   | Al-Hussein      |
| 23 | HV | Ihsan Haddad         | 5 tháng 2, 1994   | 78   | 2   | Al-Faisaly      |
|    |    |                      |                   |      |     |                 |
| 6  | TV | Yousef Abu Jalboush  | 15 tháng 6, 1998  | 5    | 0   | Al-Faisaly      |
| 7  | TV | Aref Al-Haj          | 28 tháng 5, 2001  | 1    | 0   | Al-Faisaly      |
| 8  | TV | Noor Al-Rawabdeh     | 24 tháng 2, 1997  | 49   | 1   | Selangor        |
| 13 | TV | Mahmoud Al-Mardi     | 6 tháng 10, 1993  | 61   | 8   | Al-Hussein      |
| 14 | TV | Rajaei Ayed          | 25 tháng 7, 1993  | 54   | 0   | Al-Hussein      |
| 15 | TV | Ibrahim Sadeh        | 27 tháng 4, 2000  | 32   | 2   | Al-Khor         |
| 18 | TV | Mahmoud Shawkat      | 20 tháng 5, 1995  | 2    | 0   | Al-Wehdat       |
| 20 | TV | Mohannad Abu Taha    | 2 tháng 2, 2003   | 3    | 0   | Al-Wehdat       |
| 21 | TV | Nizar Al-Rashdan     | 23 tháng 3, 1999  | 21   | 2   | Emirates Club   |
|    | TV | Saleh Rateb          | 18 tháng 12, 1994 | 38   | 0   | Al-Wehdat       |
|    |    |                      |                   |      |     |                 |
| 9  | TĐ | Ali Olwan            | 18 tháng 11, 2000 | 43   | 13  | Al-Shamal       |
| 10 | TĐ | Mousa Al-Tamari      | 3 tháng 11, 1996  | 72   | 23  | Montpellier     |
| 11 | TĐ | Yazan Al-Naimat      | 4 tháng 6, 1999   | 47   | 18  | Al-Ahli         |
|    | TĐ | Abdullah Al-Attar    | 4 tháng 10, 1992  | 5    | 0   | Al-Hussein      |
|    | TĐ | Mohammad Aburiziq    | 1 tháng 2, 1999   | 1    | 0   | Al-Wehdat       |

### Triệu tập gần đây
| Vt | Cầu thủ              | Ngày sinh (tuổi)  | Số trận | Bt | Câu lạc bộ | Lần cuối triệu tập                   |
| -- | -------------------- | ----------------- | ------- | -- | ---------- | ------------------------------------ |
| TM | Abdallah Al-Fakhouri | 22 tháng 1, 2000  | 11      | 0  | Al-Wehdat  | v. Pakistan, 26 March 2024           |
| TM | Mohammed Al-Emwase   | 8 tháng 8, 1996   | 0       | 0  | Al-Faisaly | v. Azerbaijan, 12 September 2023     |
| TM | Malek Shalabiya      | 20 tháng 2, 1988  | 1       | 0  | Al-Ramtha  | v. Azerbaijan, 12 September 2023     |
|    |                      |                   |         |    |            |                                      |
| HV | Anas Bani Yaseen     | 29 tháng 11, 1988 | 115     | 7  | Al-Faisaly | v. Pakistan, 26 March 2024           |
| HV | Salim Obaid          | 17 tháng 1, 1992  | 2       | 0  | Al-Hussein | 2023 AFC Asian CupPRE                |
| HV | Mustafa Kamal Eid    | 8 tháng 5, 1996   | 3       | 0  | Al-Hussein | v. Ả Rập Xê Út, 21 November 2023     |
| HV | Youssef Abu Al-Jazar | 25 tháng 10, 1999 | 0       | 0  | Al-Wehdat  | v. Ả Rập Xê Út, 21 November 2023     |
| HV | Mohannad Khairullah  | 25 tháng 7, 1993  | 17      | 2  | Al-Faisaly | 2023 Jordan International Tournament |
| HV | Hadi Al-Hourani      | 14 tháng 4, 2000  | 5       | 0  | Al-Ramtha  | 2023 Jordan International Tournament |
|    |                      |                   |         |    |            |                                      |
| TV | Mohammad Abu Zrayq   | 30 tháng 12, 1997 | 25      | 4  | Al-Wehdat  | v. Pakistan, 26 March 2024           |
| TV | Anas Al-Awadat       | 29 tháng 5, 1998  | 18      | 0  | Al-Wehdat  | v. Pakistan, 21 March 2024PRE        |
| TV | Fadi Awad            | 26 tháng 3, 1993  | 8       | 0  | PDRM       | 2023 AFC Asian Cup                   |
| TV | Obaida Al-Samarneh   | 17 tháng 2, 1992  | 20      | 0  | Al-Faisaly | v. Ả Rập Xê Út, 21 November 2023     |
|    |                      |                   |         |    |            |                                      |
| TĐ | Hamza Al-Dardour     | 12 tháng 5, 1991  | 123     | 31 | Al-Hussein | 2023 AFC Asian Cup                   |
| TĐ | Reziq Bani Hani      | 28 tháng 1, 2002  | 0       | 0  | Selangor   | 2023 AFC Asian CupPRE                |
| TĐ | Amin Al-Shanaineh    | 7 tháng 4, 2003   | 1       | 0  | Al-Faisaly | v. Ả Rập Xê Út, 21 November 2023INJ  |
| TĐ | Ahmad Ersan          | 28 tháng 9, 1995  | 27      | 4  | Kazma      | 2023 Jordan International Tournament |